# Sommer-Paralympics 2024/Teilnehmer (Namibia)
| stlisierte Goldmedaille | stlisierte Silbermedaille | stlisierte Bronzemedaille |
| ----------------------- | ------------------------- | ------------------------- |
| 1                       | –                         | 1                         |

Namibia hat an den Paralympischen Sommerspielen 2024 in Paris mit fünf Sportlern teilgenommen.
Als Trainer fungierten Letu Hamhola, T’Neil Young und Belinda Oberholster, Begleitläufer waren Even Tjiuiu, Sem Shimanda, Onesmus Nekundi, Sydney Kamuuaruma, Hatago Murere und Kelvin Goagoseb.

## Medaillen

### Medaillenspiegel
| Rang   | Sportart       | Gold | Silber | Bronze | Gesamt |
| ------ | -------------- | ---- | ------ | ------ | ------ |
| 1      | Leichtathletik | 1    | –      | 1      | 2      |
| Gesamt | Gesamt         | 1    | –      | 1      | 2      |

### Medaillengewinner
| Name/n         | Sportart       | Wettkampf   |
| -------------- | -------------- | ----------- |
| Gold           |                |             |
| Lahja Ishitile | Leichtathletik | 400 m (T11) |
| Bronze         |                |             |
| Lahja Ishitile | Leichtathletik | 200 m (T11) |

## Teilnehmer nach Sportart

### Leichtathletik
| Athleten         | Klassifizierung | Wettbewerb | Vorlauf      | Vorlauf | Halbfinale    | Halbfinale    | Finale        | Finale        | Rang |
| Athleten         | Klassifizierung | Wettbewerb | Ergebnis     | Rang    | Ergebnis      | Rang          | Ergebnis      | Rang          | Rang |
| ---------------- | --------------- | ---------- | ------------ | ------- | ------------- | ------------- | ------------- | ------------- | ---- |
| Frauen           |                 |            |              |         |               |               |               |               |      |
| Lahja Ishitile   | T11             | 100 m      | 12,12 s      | 2       | 12,19 s       | 2             | ausgeschieden | ausgeschieden |      |
| Lahja Ishitile   | T11             | 200 m      | 24,82 s      | 2       | –             | –             | 25,04 s       | 3             | 3    |
| Lahja Ishitile   | T11             | 400 m      | 57,73 s      | 1       | 57,74 s       | 1             | 56,20 s       | 1             | 1    |
| Männer           |                 |            |              |         |               |               |               |               |      |
| Petrus Karuli    | T37             | 100 m      | 12,74 s      | 10      | ausgeschieden | ausgeschieden | ausgeschieden | ausgeschieden |      |
| Petrus Karuli    | T37             | 200 m      | 25,24 s      | 7       | ausgeschieden | ausgeschieden | ausgeschieden | ausgeschieden |      |
| Petrus Karuli    | T37             | 400 m      | DSQ          | –       | ausgeschieden | ausgeschieden | ausgeschieden | ausgeschieden |      |
| Chris Kinda      | T11             | 100 m      | 11,57 s      | 3       | 11,60 s       | 4             | ausgeschieden | ausgeschieden |      |
| Chris Kinda      | T11             | 400 m      | 53,00 s      | 2       | 52,95 s       | 3             | ausgeschieden | ausgeschieden |      |
| Johannes Nambala | T13             | 100 m      | 11,10 s (SB) | 5       | –             | –             | 11,09 s (SB)  | 8             | 8    |
| Johannes Nambala | T13             | 400 m      |              |         |               |               | 48,89 s       | 4             | 4    |
| Ananias Shikongo | T11             | 100 m      | 11,39 s      | 1       | 11,18 s (SB)  | 2             | 11,17 s (SB)  | 4             | 4    |
| Ananias Shikongo | T11             | 400 m      | 53,51 s      | 3       | ausgeschieden | ausgeschieden | ausgeschieden | ausgeschieden |      |